# Jin (stat)
 For alternative betydninger, se Jin. (Se også artikler, som begynder med Jin)
Jin (traditionelt kinesisk: 晉; forenklet kinesisk: 晋; pinyin: Jìn) var en af de mægtigste stater i Forårs- og efterårsperioden i Kina, hvis historie går tilbage til det 11. århundrede f.Kr. Staten lå i det område, der nu er provinsen Shanxi, og hovedstaden hed Jiang.
I 403 f.Kr., ved slutningen af Forårs- og efterårsperioden blev Jin splittet op i tre, i henholdsvis Han, Zhao og Wei. Denne deling bliver af nogle betragtet som indledningen på den efterfølgende epoke i oldtidens kinesiske historie, De stridende staters tid. Under denne periode opnåede alle disse tre nye stater en vis betydning.